# Allodia ornaticollis
Allodia ornaticollis es una especie de mosquito del género Allodia, de la familia Mycetophilidae, orden Diptera. Fue descrita por Meigen en 1818.
Se distribuye por Rusia, Italia, Japón, Reino Unido, Alemania, Suecia, Noruega, Estonia y Finlandia. Fue publicada en Systematische Beschreibung der bekannten europäischen zweiflügeligen Insekten. Erster Theil. F.W. Forstmann, Aachen. xxxvi + 332 + [1] pp. 1818.